# Edwin Godee
Edwin Godee (* 26. září 1964, Utrecht, Nizozemsko) je bývalý nizozemský fotbalový záložník a mládežnický reprezentant.

## Klubová kariéra
Zdroj:
- 1974–1982  USV Elinkwijk (mládežnické týmy)
- 1982–1984  AFC Ajax
- 1984–1986  Willem II Tilburg
- 1991–1999  De Graafschap
- 1999–2001  Heracles Almelo
- 2001–2003  USV Elinkwijk

## Reprezentační kariéra
Nastupoval za nizozemské reprezentační výběry U15 (1979–1980), U17 (1980–1982) a U20 (1983–1984).
Zúčastnil se Mistrovství světa hráčů do 20 let 1983 v Mexiku, kde byli mladí Nizozemci vyřazeni ve čtvrtfinále svými vrstevníky z Argentiny (prohra 1:2).